# Convolvulus sinuatodentatus
Convolvulus sinuatodentatus är en vindeväxtart som beskrevs av Collett et Hemsl.. Convolvulus sinuatodentatus ingår i släktet vindor, och familjen vindeväxter. Inga underarter finns listade i Catalogue of Life.